# Silene stracheyi
Silene stracheyi är en nejlikväxtart som beskrevs av Michael Pakenham Edgeworth. Silene stracheyi ingår i släktet glimmar, och familjen nejlikväxter. Inga underarter finns listade i Catalogue of Life.